# Hoppipolla (banda)
Hoppipolla (Coreano: 호피폴라 ()) es una banda surcoreana formada en el programa de supervivenciaSuperband de JTBC en 2019, quienes además ganaron en el programa. El nombre de su banda, que fue tomado de la canción homónima de Sigur Rós, significa "saltar a los charcos" en islandés, trata sobre "Esperar que la gente de todo el mundo pueda sumergirse en su música y sentirse feliz al encontrar consuelo". La banda está formada por dos vocalistas, un violonchelista y un guitarrista: I'll, Ha Hyun-sang, Hong Jin-ho y Kim Young-so respectivamente. Hicieron su debut el 16 de noviembre de 2019 con el álbum sencillo "About Time".

## Integrantes
- Yo - Vocalista, teclado
- Hong Jin-ho (홍진호) - Violonchelista
- Ha Hyun-sang (하 현상) - Vocalista, guitarra
- Kim Young-so (김영소) - Guitarrista

## Discografía

### Grabaciones
| Título                | Detalles del álbum                                                                              | Posiciones en las listas de popularidad | Ventas       |
| Título                | Detalles del álbum                                                                              | KOR                                     | Ventas       |
| --------------------- | ----------------------------------------------------------------------------------------------- | --------------------------------------- | ------------ |
| Spring to Spring      | - Lanzamiento: 22 de abril de 2020 - Sello: Moss Music, Dreamus - Formato: CD, descarga digital | 21                                      | - KOR: 2.543 |
| And Then There Was Us | - Lanzamiento: 20 de enero de 2021 - Sello: Moss Music, Dreamus - Formato: CD, descarga digital | 24                                      | - KOR: 4.559 |

### Álbumes individuales
| Título     | Detalles del álbum                                                                           | Posiciones en las listas de popularidad | Ventas |
| Título     | Detalles del álbum                                                                           | KOR                                     | Ventas |
| ---------- | -------------------------------------------------------------------------------------------- | --------------------------------------- | ------ |
| About Time | - Lanzamiento: 16 de noviembre de 2019 - Discográfica: Dreamus - Formato: descarga digital   |                                         |        |
| Let's!     | - Lanzamiento: 20 de agosto de 2020 - Sello: Moss Music, Dreamus - Formato: descarga digital | -                                       |        |